# 히즈미촌
히즈미촌(日積村)은 야마구치현 구가군에 설치되었던 촌이다. 현재의 야나이시에 해당한다.

## 역사
- 1889년 4월 1일 - 정촌제 시행에 의해 구가군 히즈미촌이 성립하였다.
- 1954년 3월 31일 - 야나이정, 신조촌, 요타촌, 이카치촌과 합병해 야나이 시가 성립, 동일 히즈미촌은 폐지되었다.